# Канкун
Канку́н (исп. Cancún) — крупный курортный город в Мексике, в штате Кинтана-Роо, входит в состав муниципалитета Бенито-Хуарес и является его административным центром. Расположен на побережье Карибского моря на полуострове Юкатан в туристической зоне Ривьера Майя. Численность населения, по данным переписи 2020 года, составила 888 797 человек.

## Этимология
Название Cancún с майяского языка дословно переводится как змеиное гнездо.

## Официальные символы города

### Герб

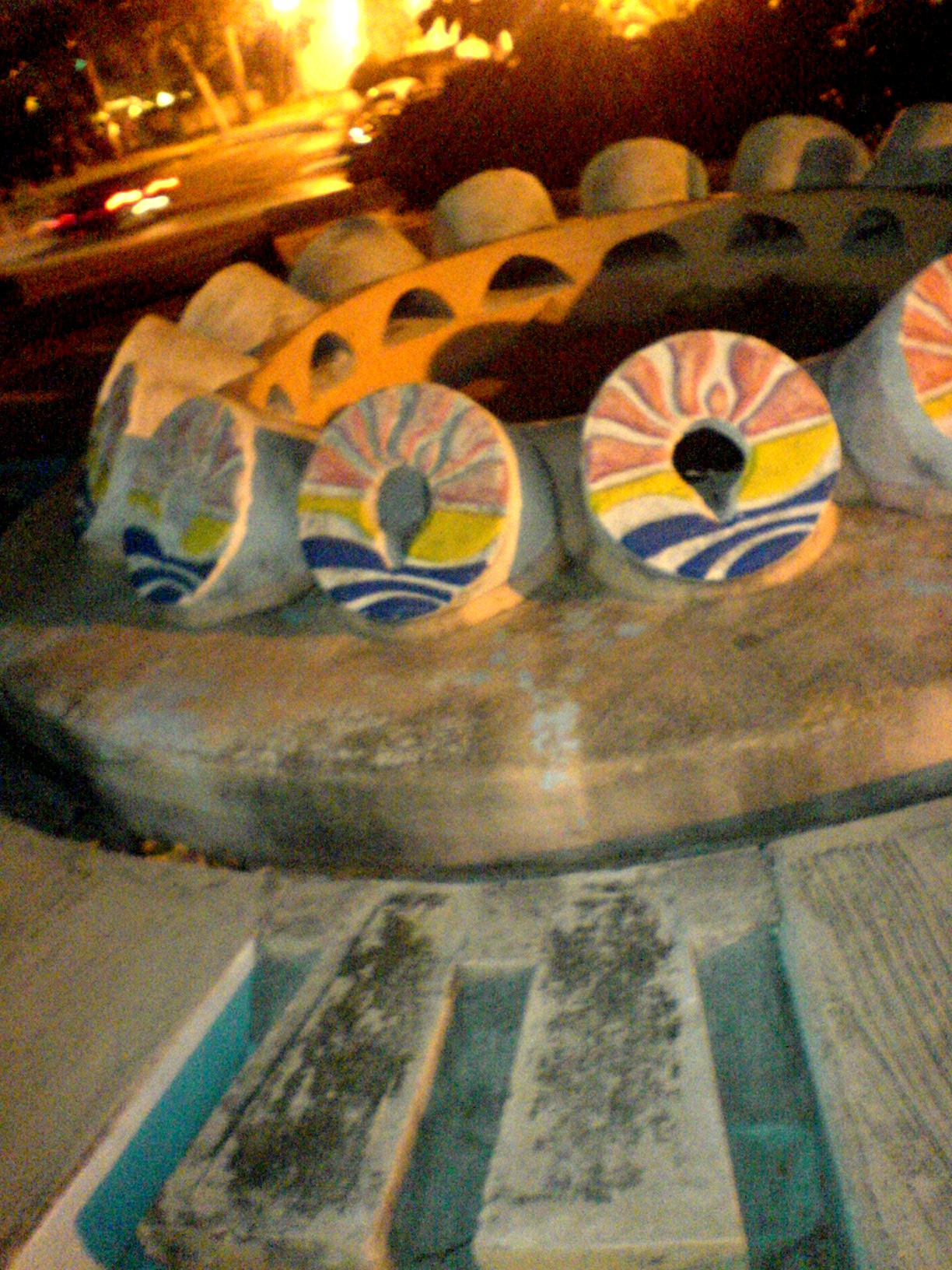
Фонтан с изображением герба муниципалитета Бенито-Хуарес.

Герб муниципалитета Бенито Хуарес, который также представляет город Канкун, был создан калифорнийским графическим дизайнером мексиканского происхождения  Джо Вера после конкурса, объявленного Фонатур.
Он делится на три части: синий цвет символизирует Карибское море; желтый - песок, а красный - лучи солнца.

## История
На протяжении столетий (ориентировочно с 1200 года до н. э.) территорию нынешнего города населяла древняя цивилизация майя. В то время как внутренняя часть полуострова Юкатан стремительно развивалась, прибрежная территория оставалась малонаселённой. Раскопки, проводившиеся на руинах древнего города Эль-Рей, показали, что территория нынешнего Канкуна использовалась майя преимущественно для захоронений.
В 1500-х годах, когда цивилизация майя находилась в упадке, на побережье Юкатана стали прибывать испанские конкистадоры. В течение следующих трёх столетий испанцы в значительной степени игнорировали прибрежные районы, сосредоточившись на заселении внутренней территории, располагавшей большими экономическими перспективами.
Впервые местность, где расположен Канкун, была открыта Франсиско Эрнандесом де Кордобой в 1517 году.
Несмотря на значительное число беженцев, заселивших территорию нынешнего города в результате Юкатанской расовой войны, Канкун оставался неразвитым вплоть до середины XX века. В конце 1960-х годов популярность туристического центра Мексики, города Акапулько, стала постепенно угасать. Правительство прибегло к услугам исследовательской компании, которая определила лучшее место для развития туристической сферы — им стал город Канкун.
В 1968 году специалисты Банка Мексики выбрали несколько мест для создания туристических центров, среди них был остров Канкун, соединённый с сушей небольшими перешейками. На острове проживало несколько семей, занимавшихся рыбной ловлей.
Архитекторы Энрике и Агустин Ланда Вердуго в сотрудничестве с архитектором Хавьером Солорсано представили градостроительный план Канкуна. Проект предполагал строительство двух зон: гостиничной на острове и городской на суше, с жилыми комплексами, общественными зонами и магазинами в центре и другими услугами на периферии.
20 апреля 1970 года начались работы по расчистке местности и заложению фундаментов, однако, официальной датой основания считается 10 августа 1971 года.
В апреле 1971 года президент Мексики Луис Эчеверриа уполномочил Министерство иностранных дел приобрести остров и близлежащий регион. Всемирным банком и Межамериканским банком развития был предоставлен кредит на развитие региона в размере 22 млн долларов; началось преобразование Канкуна. В то время в нём проживало всего 120 человек, большинство из которых было занято на кокосовой плантации. К 1979 году Канкун превратился в курортный город с населением порядка 40 тысяч человек, привлекавший более двух миллионов туристов в год.
21 октября 2005 года на северное побережье Юкатана обрушился ураган «Вильма». Сильнее всего пострадали Канкун, Косумель и Мухерес. В результате многие отели города были обновлены.
С 26 ноября по 10 декабря 2010 года в Канкуне проходил климатический саммит ООН.
С 2010 года город Канкун официально считается самым крупным курортом Мексики.

## Инфраструктура
В настоящее время Канкун разделен на пять районов:
- Гостиничная зона (исп. Zona hotelera) — расположилась на песчаной косе, напоминающей цифру «7», шириной 400 м и длиной в 30 км. Верхняя часть косы выходит на залив Мухерес, где вода почти всегда спокойная, нижняя — на открытое море с впечатляющим прибоем.
- Городская зона (исп. Zona urbana).
- Порт Хуарес (исп. Puerto Juárez).
- Сельская зона (исп. Franja Ejidal).
- Альфредо-Бонфиль (исп. Alfredo V. Bonfil).

Город обслуживается одноимённом международным аэропортом, являющийся вторым в стране по объёму пассажирских перевозок.

## Климат
В Канкуне в среднем 253 солнечных дня в году. С ноября по март температура колеблется в пределах 27 °C. В зимний период особую активность приобретает ветер норте, в результате чего погода нередко становится пасмурной, а температура воздуха значительно опускается. Весной (особенно в апреле и мае) наступает период сильной засухи, которая спадает в июне. Наиболее тёплыми месяцами являются май, июнь и июль, когда температура воздуха достигает отметки 43 °C. Сезон дождей начинается в середине сентября и длится до середины ноября. Он сопровождается послеполуденными ливнями, продолжительностью от 30 минут до двух часов. Во время штормов улицы Канкуна нередко подтопляются, что затрудняет передвижение транспорта. В этот же период время от времени случаются тропические штормы, сопровождающиеся сильными ветрами и обильными осадками (официально сезон тропических штормов и ураганов в Карибском бассейне начинается в июне, однако погода редко ухудшается раньше сентября).
| Показатель                    | Янв. | Фев. | Март | Апр. | Май  | Июнь | Июль | Авг. | Сен. | Окт. | Нояб. | Дек. | Год  |
| ----------------------------- | ---- | ---- | ---- | ---- | ---- | ---- | ---- | ---- | ---- | ---- | ----- | ---- | ---- |
| Абсолютный максимум, °C       | 33,0 | 38,0 | 39,0 | 38,0 | 39,0 | 39,0 | 39,0 | 41,5 | 38,5 | 38,0 | 37,0  | 33,5 | 41,5 |
| Средний суточный максимум, °C | 28,4 | 29,5 | 30,7 | 32,2 | 33,6 | 33,7 | 34,4 | 34,8 | 33,7 | 31,7 | 29,9  | 28,8 | 31,8 |
| Средняя температура, °C       | 24,1 | 25,0 | 26,0 | 27,4 | 28,8 | 29,2 | 29,6 | 29,7 | 29,0 | 27,6 | 26,0  | 24,7 | 27,3 |
| Средний суточный минимум, °C  | 19,9 | 20,4 | 21,2 | 22,7 | 24,0 | 24,7 | 24,8 | 24,6 | 24,3 | 23,4 | 22,0  | 20,7 | 22,7 |
| Абсолютный минимум, °C        | 13,0 | 12,0 | 9,5  | 14,0 | 18,0 | 20,5 | 21,0 | 21,0 | 19,0 | 15,0 | 12,0  | 12,0 | 9,5  |
| Норма осадков, мм             | 105  | 49   | 45   | 29   | 88   | 141  | 69   | 87   | 183  | 282  | 127   | 90   | 1300 |
| Источник: Weatherbase         |      |      |      |      |      |      |      |      |      |      |       |      |      |

## Пляжи Канкуна
Доступ на все общественные пляжи Канкуна свободный. Добраться до любого из них можно на автобусах Ruta—1 или Ruta—2, курсирующих вдоль всей «Зоны отелей».
Все пляжи Канкуна делятся на две группы:
1. Пляжи северной стороны «Зоны отелей», расположенные с 2 по 9 км. Главное отличие — спокойное море и отсутствие волн, так как она защищена островом Мухерес.
2. Пляжи, расположенные с 9 по 22 км «Зоны отелей». Всегда присутствуют волны.

### Водоросли на пляжах Канкуна
Начиная с 2013 года на пляжах Канкуна появилось большое количество бурых водорослей рода Sargassum. Нашествие  водорослей на пляжах Канкуна стало серьезной проблемой для туристов и местных жителей. Проблема решается местными властями и персоналом отелей на побережье.

## Туризм
Туристический сезон начинается в середине декабря и длится до середины весны. Наиболее популярными периодами для отдыха являются неделя до Рождества и Страстная неделя. В летний период и период весенних каникул (с марта по апрель) Канкун пользуется особой популярностью среди студентов.

## Достопримечательности
В Канкуне расположены три археологических зоны: две — в «Зоне отелей» и одна — к северу от города.
- Эль-Рей[англ.] (El Rey). Расположена в южной части «Зоны отелей», напротив пляжа «Плайя-Дельфинес» (исп. Playa Delfines). Состоит из нескольких платформ, двух площадей, небольшого храма и пирамиды, расположенных вдоль древней 500-метровой дороги. Руины получили название «Руины короля» из-за скелета, найденного во время раскопок и относящегося к позднему постклассическому периоду[англ.][11].
- Эль-Меко (El Meco). Археологи считают, что в своё время поселение выступало в качестве «ворот» на остров Мухерес. Предполагается, что город просуществовал вплоть до 600 года н. э. Спустя четыре или пять столетий он был вновь заселён. Строения имеют более внушительный вид по сравнению с другими археологическими зонами города[11].
- Ямиль-Луум (Yamil Lu’um). Расположена между отелями «Park Royal Piramides» и «The Westin Lagunamar». Состоит из двух небольших храмов, возведённых между 1200 и 1500 годами н. э.: Темпло-дель-Алакран (исп. Templo del Alacrán) и Темпло-де-ла-Уэлла (исп. Templo de la Huella)[11].

### За пределами города
- Тулум (в 131 км к югу от города) — один из немногих сохранившихся городов майя[12].
- Чичен-Ица (в 185 км к юго-западу от города) — политический и культурный центр майя[13].
- Коба (в 238 км к юго-западу от города) — руины города цивилизации майя[14].

## Фотографии

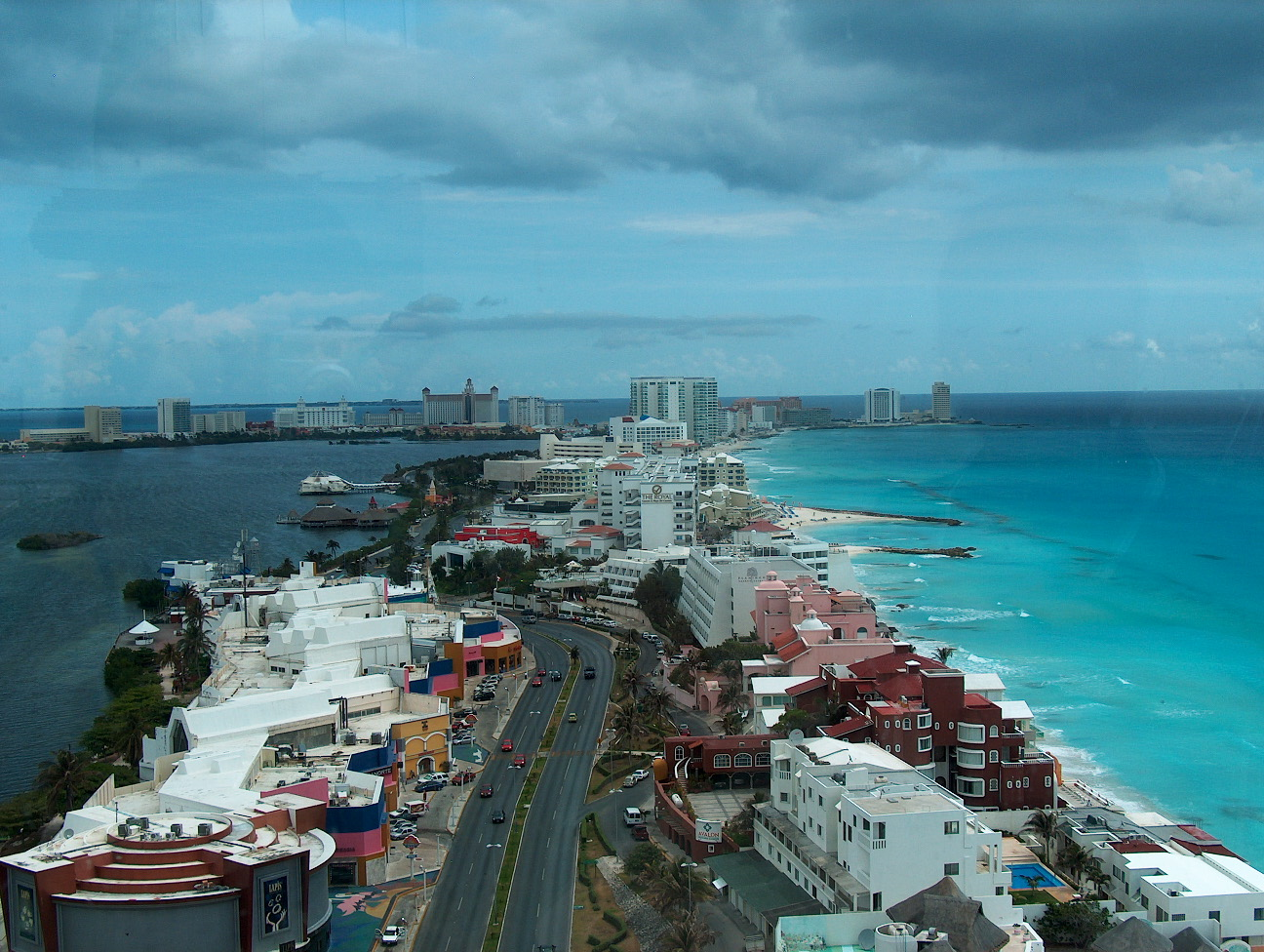
Курортная зона, разделяющая Карибское море и лагуну Ничупте
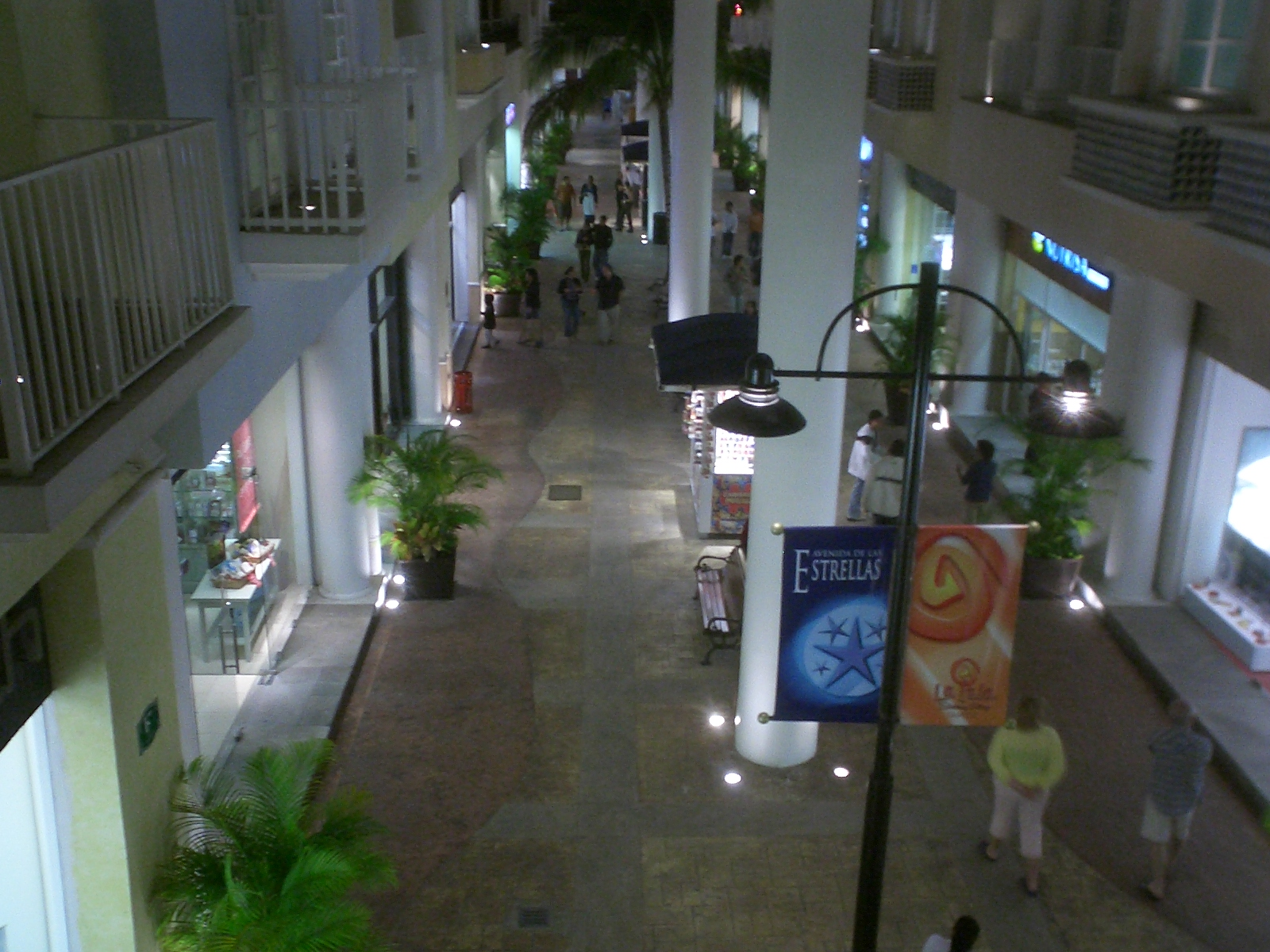
Торговые ряды Канкуна
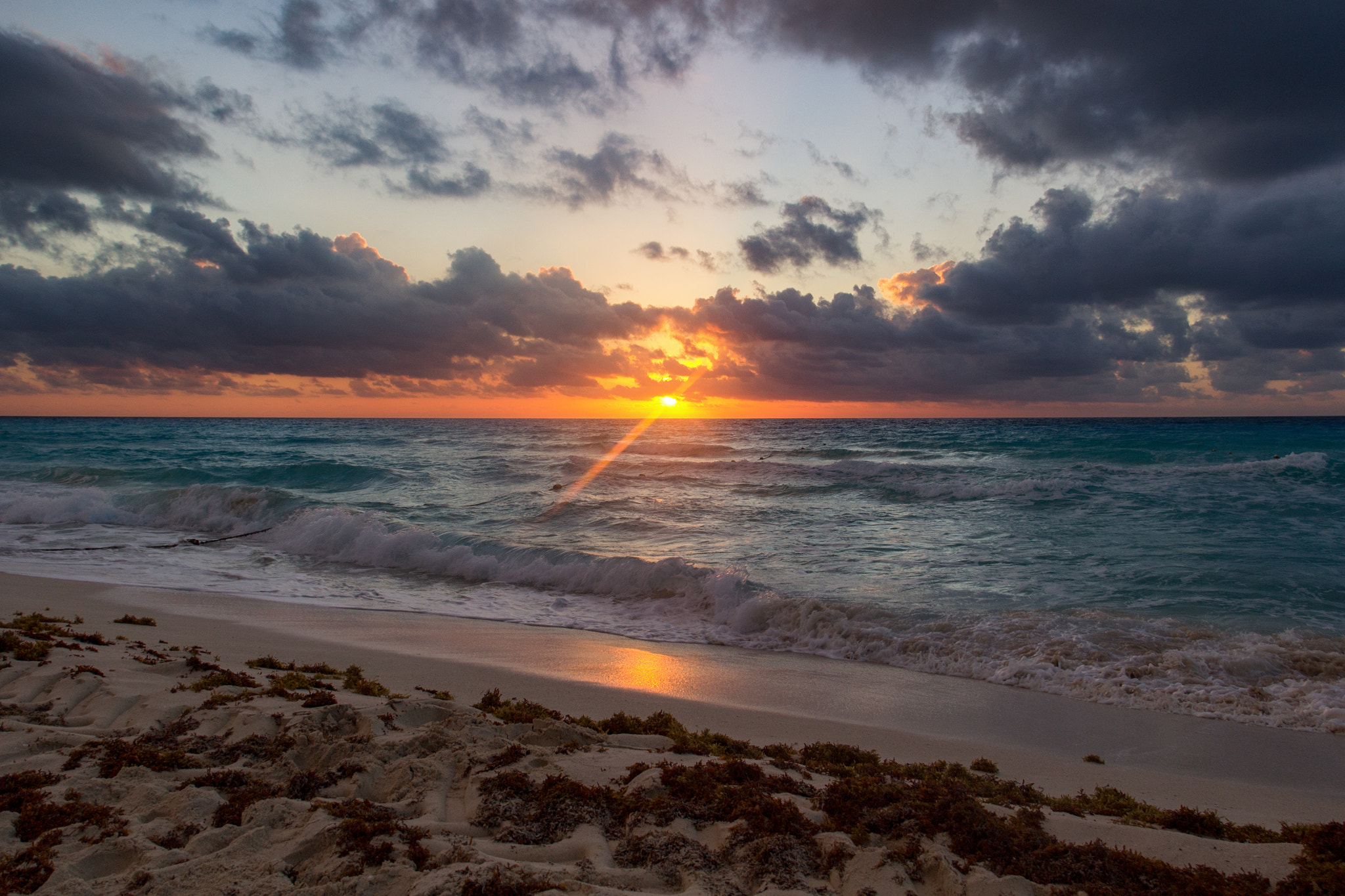
Восход солнца в Канкуне
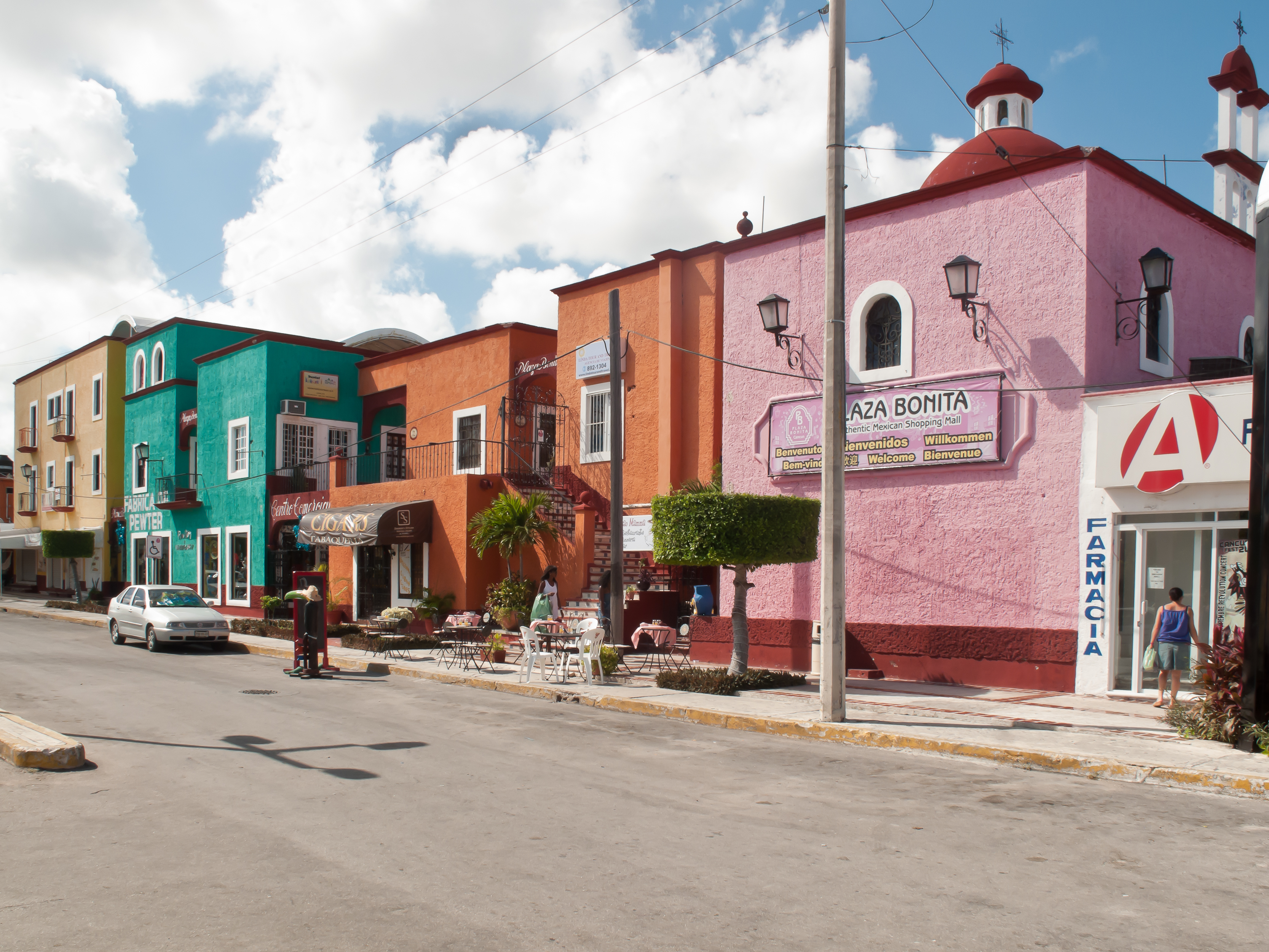
Жилые дома Канкуна